# Pocketbook 740 Pro
PocketBook 740 Pro  — електронна книга, розроблена компанією PocketBook.
Прийшов на заміну попередньої моделі PocketBook 740.  
В інших країнах ця модель продається під назвою PocketBook InkPad 3 Pro. 
PocketBook 740 Pro було анонсовано у листопаді 2019 року разом з іншою моделлю електронної книги PocketBook InkPad X. 
Завдяки великому екрану та технічним характеристикам входить до списку найкращих електронних книг.

## Зовнішній вигляд
Корпус PocketBook 740 Pro виконаний з пластику, негерметичний, але всі елементи на платі покриті спеціальним розчином для захисту від вологи за технологією Plazma Coating. 
Задня частина корпусу темно сірого кольору, спереду велика рамка чорного кольору.
Існує можливість вибору способу керування пристроєм: за допомогою сенсорного екрана, або кнопками керування з нижнього боку.

## Технічні особливості
PocketBook 740 Pro має такі особливості:
- Захист від вологи за стандартом IPx8.
- Можливість зміни орієнтації тексту.
- Регулювання кольорової температури та яскравості екрану.
- Місткість акумулятора у 1900 mAh, якої достатньо для перегляду  до 15000 сторінок.
- 16 Гб пам'яті дозволяють зберігати до 3000 книг.
- Великий екран для читання документів у форматі PDF.
- Підтримка  аудіо файлів у форматах M4A, MP3, M4B, MP3.ZIP.
- Наявність Wi-Fi та Bluetooth.
- Додаткова комплектація захисним чохлом чорного кольору[5].
- Гарантія 2 роки

## Комплектація
Пристрій, кабель Micro USB, аудіоадаптер Micro USB, захисний чохол, посібник користувача, гарантійна документація.